# Гидрофосфат натрия
Гидрофосфа́т на́трия (дина́трийфосфа́т, на́трия гидроо̀ртофосфа́т) — неорганическое соединение, кислая соль щелочного металла натрия и ортофосфорной кислоты с формулой Na2HPO4, бесцветные кристаллы, хорошо растворимые в воде, образует кристаллогидраты.
Не взрывоопасен и не ядовит.

## Получение
- Нейтрализация разбавленной ортофосфорной кислоты разбавленным раствором едкого натра:

{\displaystyle {\mathsf {H_{3}PO_{4}+2NaOH\ {\xrightarrow {}}\ Na_{2}HPO_{4}+2H_{2}O}}}
- Реакция дигидрофосфата натрия с разбавленным раствором едкого натра:

{\displaystyle {\mathsf {NaH_{2}PO_{4}+NaOH\ {\xrightarrow {}}\ Na_{2}HPO_{4}+H_{2}O}}}

## Физические свойства
Гидрофосфат натрия образует бесцветные кристаллы.
Хорошо растворимы в воде, плохо в этаноле.
Водные растворы имеют слабощелочную реакцию из-за гидролиза по аниону.
Образует несколько кристаллогидратов Na2HPO4·n H2O, где n = 2, 7, 12, которые плавятся в кристаллизационной воде при 95, 48,1 и 35,1°С соответственно.

## Химические свойства
- Кристаллогидрат теряет воду при нагревании:

{\displaystyle {\mathsf {Na_{2}HPO_{4}\cdot 12H_{2}O\ {\xrightarrow {95-100^{o}C}}\ Na_{2}HPO_{4}+12H_{2}O}}}
- При нагревании образует пирофосфат натрия:

{\displaystyle {\mathsf {2Na_{2}HPO_{4}\ {\xrightarrow {120-300^{o}C}}\ Na_{4}P_{2}O_{7}+H_{2}O}}}
- С фосфорной кислотой образует дигидрофосфат натрия:

{\displaystyle {\mathsf {Na_{2}HPO_{4}+H_{3}PO_{4}\ {\xrightarrow {}}\ 2NaH_{2}PO_{4}}}}
- Реагирует с щелочами:

{\displaystyle {\mathsf {Na_{2}HPO_{4}+NaOH\ {\xrightarrow {}}\ Na_{3}PO_{4}+H_{2}O}}}
- Вступает в обменные реакции:

{\displaystyle {\mathsf {4Na_{2}HPO_{4}+3CaCl_{2}\ {\xrightarrow {}}\ Ca_{3}(PO_{4})_{2}\downarrow +6NaCl+2NaH_{2}PO_{4}}}}
{\displaystyle {\mathsf {Na_{2}HPO_{4}+CaCl_{2}\ {\xrightarrow {}}\ CaHPO_{4}\downarrow +2NaCl}}}
{\displaystyle {\mathsf {2Na_{2}HPO_{4}+3AgNO_{3}\ {\xrightarrow {}}\ Ag_{3}PO_{4}\downarrow +3NaNO_{3}+NaH_{2}PO_{4}}}}

## Применение
- Гидрофосфат натрия используется в качестве многоцелевой добавки в пищевой промышленности E339, в качестве эмульгатора и буфера для производства плавленых сыров и в качестве добавки для предотвращения превращения молока в желе.[источник не указан 2234 дня] Добавки гидрофосфата натрия в макароны ускоряют приготовления пищи.[источник не указан 2234 дня]
- Фармакология.

## Безопасность
Динатрийфосфат нетоксичен, взрывобезопасен. ЛД50 = >36 г/кг на крысах. Не обладает канцерогенным действием. 
ПДК в воздухе — 10 мг/м³. Класс опасности — 4.